# Mecometopus insignis
Mecometopus insignis är en skalbaggsart som beskrevs av Louis Alexandre Auguste Chevrolat 1862. Mecometopus insignis ingår i släktet Mecometopus och familjen långhorningar. Inga underarter finns listade i Catalogue of Life.